# Mørjefjorden
Mørjefjorden er en fjord i indsejlingen til Grenland, på grænsen mellem Porsgrunn] og Larvik i Vestfold og Telemark fylke i Norge. Den er tre kilometer lang, og strækker sig fra vestsiden af Mølen   til Sildevika ved Mørje.
Etter Snorri Sturlusons beretning kan det se ud som at det var  i fjorden at Olav den hellige i det store søslag ved Nesjar besejrede Svend jarl palmesøndag 1016.